# Liste des gouverneurs généraux du Mozambique
- Estévão de Ataíde (1607 à 1609)
- 41° : d'octobre 1837 à mars 1838 : João Carlos Augusto de Oyenhausen-Gravenburg, Marquis de Aracaty
- 47° : d’octobre 1851 à avril 1854 : Joaquim Pinto de Magalhães
- 67° : de juillet 1885 à mars 1889 : Augusto Vidal Barreto e Noronha, Vicomte de Castilho
- de janvier 1894 à juillet 1894 : Joaquim da Graça Correia e Lança
- de juillet 1894 à janvier 1895 : Fernão de Magalhães e Meneses
- 75° : de janvier 1895 à décembre 1895 : António José Enes
- 76° : de janvier 1896 à mars 1896 : Joaquim da Graça Correia e Lança
- 77° : de mars 1896 à novembre 1897 : Joaquim Mousinho de Albuquerque
- de novembre 1897 à août 1898 : Baltasar Freire Cabral
- d'août 1898 à décembre 1898 : Carlos Alberto Schultz Xavier
- de décembre 1898 à mars 1900 : Álvaro António Ferreira

## 1900-1958
- de mars 1900 à mai 1900 : Júlio José, Marquis da Costa
- de mai 1900 à octobre 1900 : Joaquim José Machado
- d'octobre 1900 à décembre 1902 : Manuel Rafael Gorjão
- de décembre 1902 à février 1905 : Tomás António Garcia Rosado
- de février 1905 à octobre 1906 : João António de Azevedo Coutinho Fragoso de Sequeira
- Alfredo Augusto Freire de Andrade d'octobre 1906 à novembre 1910
- José de Freitas Ribeiro de novembre 1910 à mai 1911
- José Francisco de Azevedo e Silva de mai 1911 à février 1912
- Alfredo Afonso Mendeses de Magalhães de février 1912 à mars 1913
- Augusto Ferreira dos Santos de mars 1913 à avril 1914
- Joaquim José Machado d'avril 1914 à mai 1915
- Alfredo Baptista Coelho de mai 1915 à octobre 1915
- Álvaro Xavier de Castro d'octobre 1915 à avril 1918
- Pedro Francisco Massano do Amorim d'avril 1918 à avril 1919
- Manuel Juiz Moreira da Fonseca d'avril 1919 à mars 1921
- Manuel de Brito Camacho de mars 1921 à septembre 1923
- Manuel Juiz Moreira da Fonseca de septembre 1923 à novembre 1924
- Victor Hugo de Azevedo Coutinho de novembre 1924 à mai 1926
- Artur Ivens Ferraz de mai 1926 à novembre 1926
- José Ricardo Pereira Cabral de novembre 1926 à avril 1938
- José Nicolau Nunes de Oliveira d'avril 1938 à 1941
- João Tristão de Bettencourt de 1941 à 1946
- Luís de Sousa e Vasconcelos e Funchal de mai 1947 à décembre 1948
- Gabriel Maurício Texeira de décembre 1948 à 1958

## À partir de 1958
- Pedro Correia de Barros de 1958 à 1961
- Manuel Maria Sarmento Rodrigues de 1961 à 1964
- José Augusto da Costa Almeida de 1964 à 1968
- Baltasar Rebelo de Sousa du 12 juillet 1968 à 1970
- Eduardo Arantes e Oliveira de 1970 à 1972
- Manuel Pimentel Pereira dos Santos de 1972 au 27 avril 1974
- David Teixeira Ferreira du 27 avril 1974 au 11 juin 1974
- Henrique Soares de Melo du 11 juin 1974 au 17 août 1974
- Jorge Ferro Ribeiro du 19 août 1974 au 12 septembre 1974